# Miška
Miška (mađ. Miske) je selo u jugoistočnoj Mađarskoj.
Zauzima površinu od 42,27 km2.

## Zemljopisni položaj
Nalazi se u regiji Južnom Alföldu, na 46°26' sjeverne zemljopisne širine i 19°2' istočne zemljopisne dužine, 11 km jugoistočno od Baćina, 13 km sjeveroistočno od Dušnoka i Fajsina, 14 km sjeverozapadno od Ajoša. U neposrednom susjedstvu se prema sjeveru nalaze selo Draga i 12 km udaljena Mieđa (mađ. Homokmégy).

## Upravna organizacija
Upravno pripada kalačkoj mikroregiji u Bačko-kiškunskoj županiji. Poštanski broj je 6343.

## Stanovništvo
U Miški živi 1869 stanovnika (2002.). Stanovnici su Mađari.

## Šport
U Miški se povremeno održavaju i međunarodna nogometna natjecanja, kao što je tradicionalni međunarodni omladinski nogometni turnir u organizaciji Mađarskog nogometnog saveza, na kojima sudjeluju omladinske reprezentacije u dobnoj skupini U-17.